# Innocentia (Lovis Corinth)
Innocentia (Unschuld) ist ein Gemälde des deutschen Malers Lovis Corinth von 1890. Das Bild zeigt einen weiblichen Halbakt und befindet sich derzeit im Besitz der Städtischen Galerie im Lenbachhaus.

## Bildbeschreibung
Im Werkverzeichnis der Gemälde Corinths wird das Bild als Halbakt mit violettem Schleier beschrieben. Es zeigt ein junges Mädchen mit entblößtem Oberkörper in Frontalansicht, das die Arme vor der Brust kreuzt und so mit den Händen die Brüste größtenteils bedeckt. Der Bauch unterhalb der Arme ist durch ein weißes und olivgrünes Kleidungsstück (ein herabgestreiftes weißgefütterters olivgrünes Kleid) bedeckt. Zwischen dem Mittel- und dem Zeigefinger der linken Hand ist die rechte Brustwarze zu sehen.
Auf dem leicht schräg gehaltenen Kopf trägt sie ein violettes Tuch, das als Schleier hinter die rechte Schulter herabhängt und so den Hintergrund zum Körper bildet. Der Blick wirkt melancholisch und abwesend verträumt.
Der Hintergrund ist weiß und grauweiß gehalten. Das Bild ist ohne Jahreszahl im linken oberen Bildfeld mit dem Bildtitel innocentia bezeichnet und in rechten oberen Bildfeld signiert mit Lovis Corinth.

## Deutung
Nach Andrea Bärnreuther 1996 stellt der Griff der Hände eine Geste der Selbstwahrnehmung der Körperlichkeit als Frau dar. Sie sieht hierin eine Übersetzung des „aus Marien- und Magdalenendarstellungen bekannten Demutsgestus in die Sprache des Naturalismus und gibt diesem eine Motivation als Ausdruck des psycho-physischen Selbst.“  Auch Andreas Dehmer 2008 vergleicht das Bild mit religiösen Darstellungen einer Vestalin, der Maria oder der Büßerin Maria Magdalena, wobei er auch auf den Keuschheit und Unschuld suggerierenden Bildtitel hinweist.
Die „Innocentia“ ist nach seiner Ansicht allerdings „nur vordergründig eine Verkörperung der Unschuld“. Er verweist auf den Widerspruch in der Darstellung durch die bewusst zur Schau gestellte Brustwarze. Dadurch erinnert das Bild an Gemälde von Kurtisanen wie die „Fornarina“ des Raffael von 1520 und er verweist auf das Bild der „Heiligen und Hure“. Dehmer stellt die These auf, dass entsprechende Darstellungen aus dem holländischen Barock Corinth als Vorbild gedient haben könnten, bei denen einer Nonne zur Stimulierung des Milchflusses eine Brustwarze gedrückt wird, um den Verdacht einer Schwangerschaft zu überprüfen. Konkret benennt er das Bild „Mönch und Begine“ des holländischen Malers Cornelis van Haarlem, welches Corinth im Haarlemer Museum inspiriert haben könnte und dessen Ikonografie möglicherweise durch ihn aufgegriffen wurde.
Andrea Bärnreuther verweist auf „die buchstäblich vor Augen geführte Fleischwerdung“, „die in der Dialektik von Verhüllung und Entblößen mit der Transitorik des Erotischen spielt“ und auch Dehmer weist auf dieses Wechselspiel hin, dass durch den Schleier der „Donna velata“ („verschleierte Frau“) noch verstärkt wird.

## Entstehung, Ausstellungen und Provenienz
Über die Entstehung des Bildes sind nur wenige Fakten bekannt. Im Werkverzeichnis von Charlotte Berend-Corinth taucht das Bild erst in der überarbeiteten 2. Auflage im Nachtrag (BC 988) auf während es in der ersten Auflage fehlt.
Das Bild befand sich bis zum Erwerb durch die Städtische Galerie im Lenbachhaus in Privatbesitz. Erstmals ausgestellt wurde es hier im Jahr 1975. Das Folkwang-Museum in Essen und das Kunsthaus der Hypo-Kulturstiftung in München zeigten das Bild 1985/86. Im Kunstforum Wien wurde das Bild 1992 ausgestellt, im Niedersächsischen Landesmuseum in Hannover 1992/1993. Weitere Ausstellungen erfolgten 1996 in der Alten Nationalgalerie in Berlin und 2008 in der Retrospektive zum 150. Geburtstag des Künstlers, die im Musée d’Orsay (Paris), dem Museum der bildenden Künste (Leipzig) und dem Kunstforum Ostdeutsche Galerie (Regensburg) stattfand.

## Belege
1. 1 2 3 4  Charlotte Berend-Corinth: Lovis Corinth: Die Gemälde. Neu bearbeitet von Béatrice Hernad. Bruckmann Verlag, München 1992; BC 988, S. 209. ISBN 3-7654-2566-4.
2. 1 2 3 4  Andrea Bärnreuther: Innocentia, 1890. In: Peter-Klaus Schuster, Christoph Vitali, Barbara Butts (Hrsg.): Lovis Corinth. Prestel München 1996; S. 107. ISBN 3-7913-1645-1.
3. 1 2 3  Andreas Dehmer: Innocentia, um 1890. In: Ulrike Lorenz, Marie-Amélie zu Salm-Salm, Hans-Werner Schmiedt (Hrsg.): Lovis Corinth und die Geburt der Moderne. Kerber Verlag Bielefeld 2008; S. 258–259. ISBN 978-3-86678-177-1.